# Holopedium gibberum
Holopedium gibberum is een watervlooiensoort uit de familie van de Holopediidae. De wetenschappelijke naam van de soort is voor het eerst geldig gepubliceerd in 1855 door Zaddach.